# Чемпіонат Швеції з футболу 2004: Супереттан
Супереттан 2004 — 5-й сезон у Супереттан, що є другим за рівнем клубним дивізіоном (сформованим у 2000 році) у шведському футболі після Аллсвенскан. 
У чемпіонаті взяли участь 16 клубів. Сезон проходив у два кола, розпочався у квітні й завершився в листопаді 2004 року.
Переможцем змагань став клуб «Геккен» (Гетеборг). Разом із ним путівки до вищого дивізіону вибороли з другої позиції «Єфле» (Євле) та з третього місця «Ассиріска» (Седертельє), який переміг у плей-оф на підвищення.

## Учасники сезону 2004 року
| Клуб                               | Місце в 2003                              |
| ---------------------------------- | ----------------------------------------- |
| «Естерс» (Векше)                   | 13-е в Аллсвенскан                        |
| Енчепінг СК                        | 14-е в Аллсвенскан                        |
| БК «Геккен» (Гетеборг)             | 3-є                                       |
| Отвідабергс ФФ                     | 4-е                                       |
| «Вестра Фрелунда» ІФ (Гетеборг)    | 5-е                                       |
| «Броммапойкарна» ІФ (Стокгольм)    | 6-е                                       |
| ФК «Кафе Опера» (Стокгольм)        | 7-е                                       |
| «Єфле» ІФ (Євле)                   | 8-е                                       |
| ІФК Норрчепінг                     | 9-е                                       |
| «Ассиріска» ФФ (Седертельє)        | 10-е                                      |
| Буден БК                           | 11-е                                      |
| Вестерос СК                        | 12-е                                      |
| Фалькенбергс ФФ                    | 13-е                                      |
| ІК «Браге» (Бурленге)              | 1-е в групі Західний Свеаланд, Дивізіон 2 |
| ГАІС Гетеборг                      | 1-е в групі Західний Йоталанд, Дивізіон 2 |
| «Фріска Вільйор» ФК (Ерншельдсвік) | 1-е в групі Норрланд, Дивізіон 2          |

## Турнірна таблиця
| Поз | Команда                             | І  | В  | Н  | П  | ГЗ | ГП | РГ  | О  | Підвищення або пониження  |
| --- | ----------------------------------- | -- | -- | -- | -- | -- | -- | --- | -- | ------------------------- |
| 1   | «Геккен» (Гетеборг) (C, P)          | 30 | 19 | 8  | 3  | 60 | 31 | +29 | 65 | Підвищилися в Аллсвенскан |
| 2   | «Єфле» (Євле) (P)                   | 30 | 17 | 7  | 6  | 50 | 28 | +22 | 58 | Підвищилися в Аллсвенскан |
| 3   | «Ассиріска» (Седертельє) (P)        | 30 | 17 | 3  | 10 | 48 | 39 | +9  | 54 | Плей-оф на підвищення     |
| 4   | ІФК Норрчепінг                      | 30 | 14 | 8  | 8  | 58 | 37 | +21 | 50 |                           |
| 5   | «Естерс» (Векше)                    | 30 | 14 | 8  | 8  | 51 | 36 | +15 | 50 |                           |
| 6   | ГАІС                                | 30 | 13 | 10 | 7  | 45 | 40 | +5  | 49 |                           |
| 7   | Отвідабергс ФФ                      | 30 | 14 | 6  | 10 | 55 | 47 | +8  | 48 |                           |
| 8   | Вестерос СК                         | 30 | 12 | 8  | 10 | 47 | 47 | 0   | 44 |                           |
| 9   | «Кафе Опера» (Стокгольм)            | 30 | 10 | 10 | 10 | 45 | 39 | +6  | 40 |                           |
| 10  | «Броммапойкарна» (Стокгольм)        | 30 | 9  | 9  | 12 | 43 | 42 | +1  | 36 |                           |
| 11  | «Вестра Фрелунда» (Гетеборг)        | 30 | 10 | 6  | 14 | 40 | 48 | −8  | 36 |                           |
| 12  | Фалькенбергс ФФ                     | 30 | 8  | 5  | 17 | 30 | 52 | −22 | 29 |                           |
| 13  | Буден БК                            | 30 | 5  | 13 | 12 | 32 | 40 | −8  | 28 |                           |
| 14  | Енчепінг СК (R)                     | 30 | 5  | 11 | 14 | 31 | 44 | −13 | 26 | Вибули в Дивізіон 2       |
| 15  | «Браге» (Бурленге) (R)              | 30 | 5  | 10 | 15 | 41 | 62 | −21 | 25 | Вибули в Дивізіон 2       |
| 16  | «Фріска Вільйор» (Ерншельдсвік) (R) | 30 | 6  | 2  | 22 | 30 | 74 | −44 | 20 | Вибули в Дивізіон 2       |

1. ↑  «Ассиріска» (Седертельє) програла плей-оф на підвищення, але підвищилася, оскільки клуб Еребру СК не отримав ліцензії і вибув із Аллсвенскан.

## Плей-оф на підвищення
Команди, які зайняли в сезоні 2004 року 12-е місце в Аллсвенскан і 3-є в Супереттан, виборювали право виступити в найвищому дивізіоні:
| Команда 1                | Рахунок | Команда 2                |
| ------------------------ | ------- | ------------------------ |
| 3 листопада 2004         |         |                          |
| «Ассиріска» (Седертельє) | 2-1     | «Ергрюте» (Гетеборг)     |
| 7 листопада 2004         |         |                          |
| «Ергрюте» (Гетеборг)     | 1-0     | «Ассиріска» (Седертельє) |

Клуб «Ергрюте» (Гетеборг) зберіг право виступати в Аллсвенскан у сезоні 2005 року.
«Ассиріска» (Седертельє) програла плей-оф на підвищення, але також отримала право виступати в Аллсвенскан, оскільки клуб Еребру СК не отримав ліцензії і вибув до Супереттан.

## Найкращі бомбардири сезону
| Гравець       | Клуб                | Голи |
| ------------- | ------------------- | ---- |
| Стефан Берлін | Вестерос СК         | 23   |
| Діог Вільямс  | «Геккен» (Гетеборг) | 16   |